# Навакас, Кястутис
Кястутис Навакас (Кестутис Навакас, лит. Kęstutis Navakas, 24 февраля 1964 — 16 февраля 2020) — литовский поэт и прозаик. Лауреат Национальной премии Литвы по культуре и искусству (2006).

## Биография
Кястутис Навакас родился 24 февраля 1964 года в деревне Судейкяй, по другим сведениям в деревне Шейминишкяй Утенского района ЛССР. Окончил школу в Каунасе, после дополнительно изучал немецкий язык в Зальцбурге. 
В 1987—1988 годах руководил каунасской секцией молодых писателей. С 1994 года регулярно публиковал литературные обозрения в журнале Nemunas, газете Kauno diena и ряде других национальных средствах массовой информации. С 1998 года работал на Литовском телевидении, в 2002—2004 годах — в передаче Литовского телевидения „Kultūros namai“. 
На литовский язык перевёл с немецкого и других языков стихотворные произведения Вальтера фон дер Фогельвейде, Стефана Георге, Георга Гейма, Эльзы Ласкер-Шюлер, Эдгара Аллана По, Байрона и других. Перевёл несколько пьес и либретто. Стихи Навакаса переводились на английский, грузинский, латышский, македонский, немецкий, русский, финский, шведский языки.

## Награды и звания
- Ятвяжская премия (2006)[4].
- Лауреат Национальной премии Литвы по культуре и искусству 2006 года «за элегантное раскрытие текущих переживаний в поэзии и эссеистике» ("už dabarties būsenų elegantišką išraišką lyrikoje ir eseistikoje"). В номинации были указаны сборники стихотворений «Žaidimas gražiais paviršiais» (2003), «Atspėtos fleitos» (2006) и сборник эссе «Gero gyvenimo kronikos» (2006)[5].
- Лауреат фестиваля «Весна поэзии» (2014).
- Премия Правительства Литовской Республики по культуре и искусству (2019)[4].

## Сборники стихотворений
- Krintantis turi sparnus (Крылья для падающего, 1988)
- Pargriautas barokas (Разрушенное барокко, 1996)
- Žaidimas gražiais paviršiais (Игра на красивых поверхностях, 2003)
- Atspėtos fleitos (Угаданные флейты, 2006)
- Stalo sidabras (Столовое серебро, 2008)
- 100 du (2013)
- net ne (Нечёт, 208)